# Víctor Alba
Víctor Alba (pseudonimo di Pere Pages i Elies; Barcellona, 19 gennaio 1916 – Barcellona, 10 marzo 2003) è stato un politico, giornalista, storico e scrittore spagnolo.
Militante comunista e dirigente prima del Blocco Operaio e Contadino, poi del Partito Operaio di Unificazione Marxista, passò gran parte della sua vita in esilio in Francia e Messico.
Affiliato in gioventù al sindacato anarchico della Confederazione Nazionale del Lavoro, negli anni trenta in seguito alle letture leniniste si unì al Blocco Operaio e Contadino, antagonista del Partito Comunista di Spagna, dominato dalle tesi di Stalin. Successivamente, confluì insieme alla sua organizzazione nel Partito Operaio di Unificazione Marxista, dove diventò redattore de La Batalla.
Dopo la guerra civile spagnola, fu incarcerato sotto il regime di Franco, ma al termine della seconda guerra mondiale riuscì a riparare in Francia e, da qui, in Messico.